# Окшешиці
Окшешиці (пол. Okrzeszyce) — село в Польщі, у гміні Журавіна Вроцлавського повіту Нижньосілезького воєводства.
Населення — 55 осіб (2011).
У 1975—1998 роках село належало до Вроцлавського воєводства.

## Демографія
Демографічна структура станом на 31 березня 2011 року:
|          | Загалом | Допрацездатний вік | Працездатний вік | Постпрацездатний вік |
| -------- | ------- | ------------------ | ---------------- | -------------------- |
| Чоловіки | 29      | 6                  | 20               | 3                    |
| Жінки    | 26      | 2                  | 19               | 5                    |
| Разом    | 55      | 8                  | 39               | 8                    |